# Палаццо Браски
Палаццо Браски (итал. Palazzo Braschi) — большой неоклассический дворец в Риме, Италия. Находится в центре города между Пьяцца Навона, Корсо Витторио Эмануэле II и площадью Сан-Панталео. В настоящее время в здании расположен «Музей Рима» (Museo di Roma), экспонаты которого охватывают историю города в период от средневековья до девятнадцатого века.

## История палаццо
В XV в. на месте Палаццо Браски находился другой фамильный дворец — Палаццо Орсини, построенный в 1435 году по распоряжению префекта Рима Франческо Орсини. Здание с фасадом, выходящим на Пьяцца Навона, считалось в то время одним из самых престижных дворцов Рима. В следующем столетии в нём проживали кардиналы Оливьеро Карафа (Oliviero Carafa) и Антонио Мария Чокки дель Монте (Antonio Maria Ciocchi del Monte), при которых были построены лоджия и башня, спроектированные архитектором Джулиано да Сангалло.
Строительство нового палаццо было заказано папским племянником, герцогом Луиджи Браски Онести (Luigi Braschi Onesti), который был сыном графа Джироламо Онести и Джулии Браски, сестры папы Пия VI. Архитектором был Козимо Морелли. Участок земли был приобретён Браски в 1790 году на средства папы Пия VI. Луиджи Браски, расчищая место, приказал разрушить дворец XVI века, построенный для Франческо Орсини.
Строительство было приостановлено в феврале 1798 года во время наполеоновской оккупации города, когда французы временно владели им до 1802 года и конфисковали недавно приобретённую коллекцию древностей, находившуюся во дворце. В 1809 году, когда Наполеон Бонапарт объявил Рим имперским городом, герцог Луиджи вернулся в свой дворец и был объявлен главой города.
После его смерти в 1816 году дворец остался незавершённым, а семейные средства иссякли. В 1871 году наследники Браски продали здание итальянскому государству, которое сделало его резиденцией Министерства внутренних дел (ныне министерство располагается в Палаццо дель Виминале). В период итальянского фашизма палаццо использовали для размещения политического штаба Бенито Муссолини и он был украшен гигантской скульптурной маской диктатора. После войны в нём проживало 300 семей беженцев, и многие фрески в интерьере были серьёзно повреждены огнём костров для обогрева. В 1949 году дворец перешёл к городским властям, и после обширной консервации в 1952 году была произведена реконструкция для размещения музея.
Неоклассический фасад дворца оформлен в «римском стиле» с характерной рустовкой и наличниками окон. Окна первого этажа увенчаны львиными головами с сосновой шишкой во рту — геральдическим символом рода Онести, а аттик над четвёртым этажом оформлен лилиями и звёздами из герба Браски. Огромный герб папы Пия VI виден на юго-западном углу здания.
Главный вход в музей находится на улице Сан-Панталео (между Пьяцца Навона и Корсо Витторио Эмануэле). Большинство интерьеров дворца оформлены в конце XVIII — начале XIX в. архитектором-декоратором Либорио Коччетти. Овальный зал внутри ведёт от главного входа к монументальной лестнице с восемнадцатью колоннами из красного гранита, происходящими из дворца Калигулы, располагавшимся ранее на берегу Тибра. Лестницу украшают античные скульптуры и лепные рельефы работы Луиджи Аквисти, вдохновленные античным мифом об Ахиллесе. В комнатах первого этажа сохранились фрески XVI века: кьяроскуро работы Полидоро да Караваджо и Матурино да Фиренце, росписи с изображением Аполлона и девяти муз неизвестного художника умбрийской школы, и другие, на темы событий из истории папского престола в Ватикане. В других комнатах экспонируются французские гобелены XVIII века, в том числе по картонам XVII века Ш. Лебрена. На втором этаже — три картины на античные темы Гэвина Гамильтона. Далее — акварели серии «Потерянный Рим» и фрагменты мозаик XII—XIII веков из старой базилики Святого Петра.
На площади расположен памятник Марко Мингетти, который руководил министерством внутренних дел и занимал пост премьер-министра с офисами в этом дворце. На площади в юго-западном углу дворца находится статуя Пасквино.
Неоклассический архитектор Джузеппе Валадье спроектировал капеллу на втором этаже дворца, а также беломраморный фасад соседней церкви Сан-Панталео, в честь которой названа площадь перед Палаццо Браски.

## История музея
Музей Рима был основан в 1930 году историком искусства Антонио Муньосом (Antonio Muñoz). В начале экспонаты размещались в Палаццо делла Пантанелла — бывшей макаронной фабрики, расположенной напротив знаменитой Площади Уста Истины (Piazza della Bocca della Verita). Основной целью создания музея было накопление и систематизация материалов об истории Рима в мало исследованный к тому времени период между эпохой имперской славы и современным городом. В коллекцию входили старинные карты, экспонаты с изображениями города и сцен народной жизни, портреты знаменитых людей, костюмы, предметы интерьера и многое другое. Постепенно, благодаря новым приобретениям произведений искусства, Музей Рима расширил свои границы и стал настоящим художественным музеем. В нём хранятся более ста тысяч произведений, в том числе картины, рисунки, скульптуры, гравюры, фотографии, мебель, одежда, керамика, кареты и паланкины, архитектурные элементы и фрески, спасённые от уничтожения, многие из которых экспонируются поочередно.
На время Второй мировой войны музей был закрыт, а в 1952 году он переехал в Палаццо Браски. Закрытый из-за серьёзного повреждения в 1987 году, он был частично открыт в 2000 и 2010 годах, в основном по случаю специальных выставок, а полностью начал свою работу в 2017 году.

## Галерея

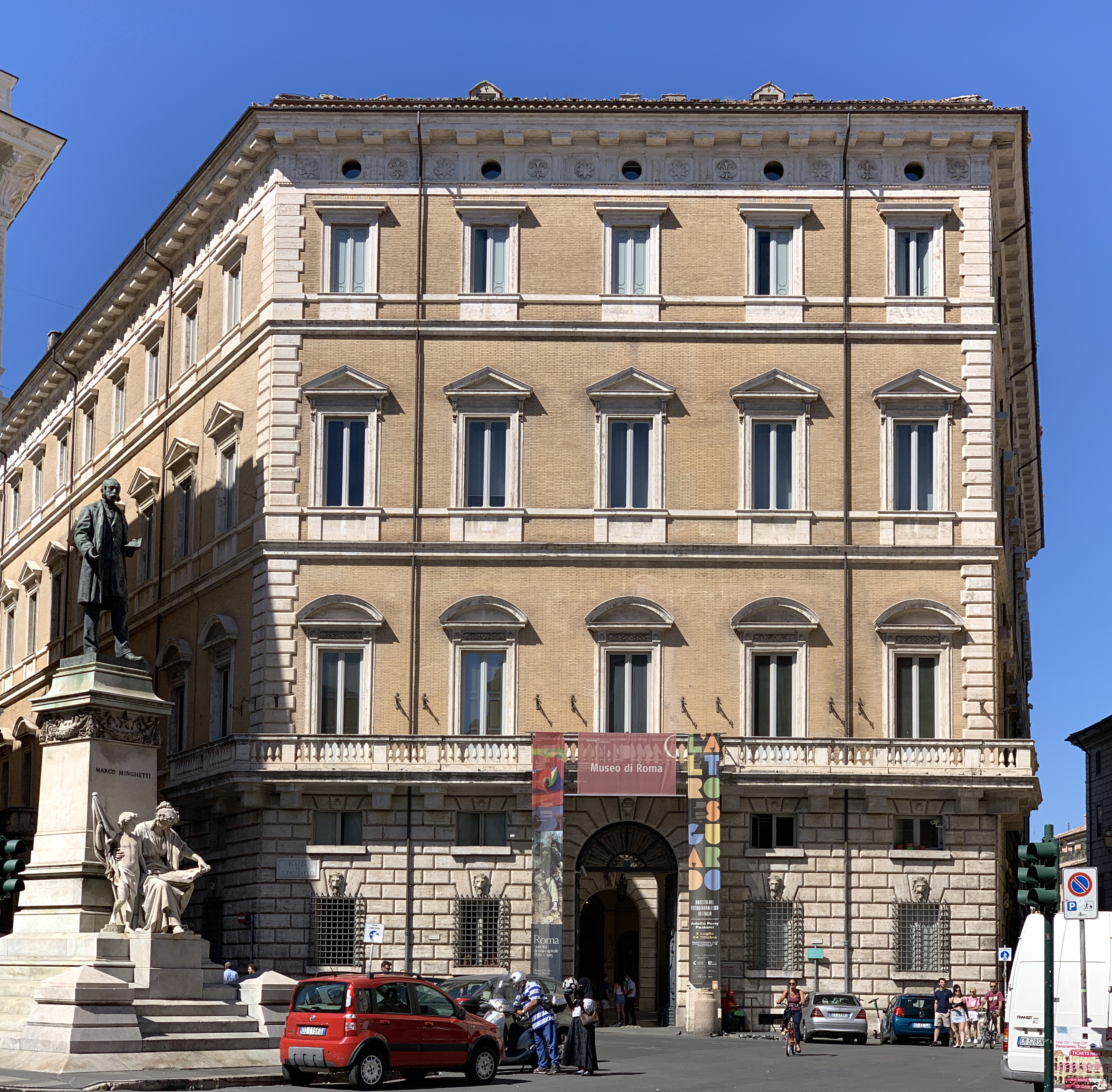
Фасад здания с площади Сан-Панталео
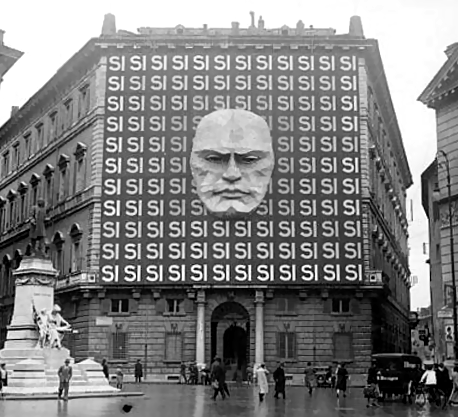
Палаццо Браски в период Муссолини. Маска диктатора с призывом голосовать: «Да» (Si). 1934
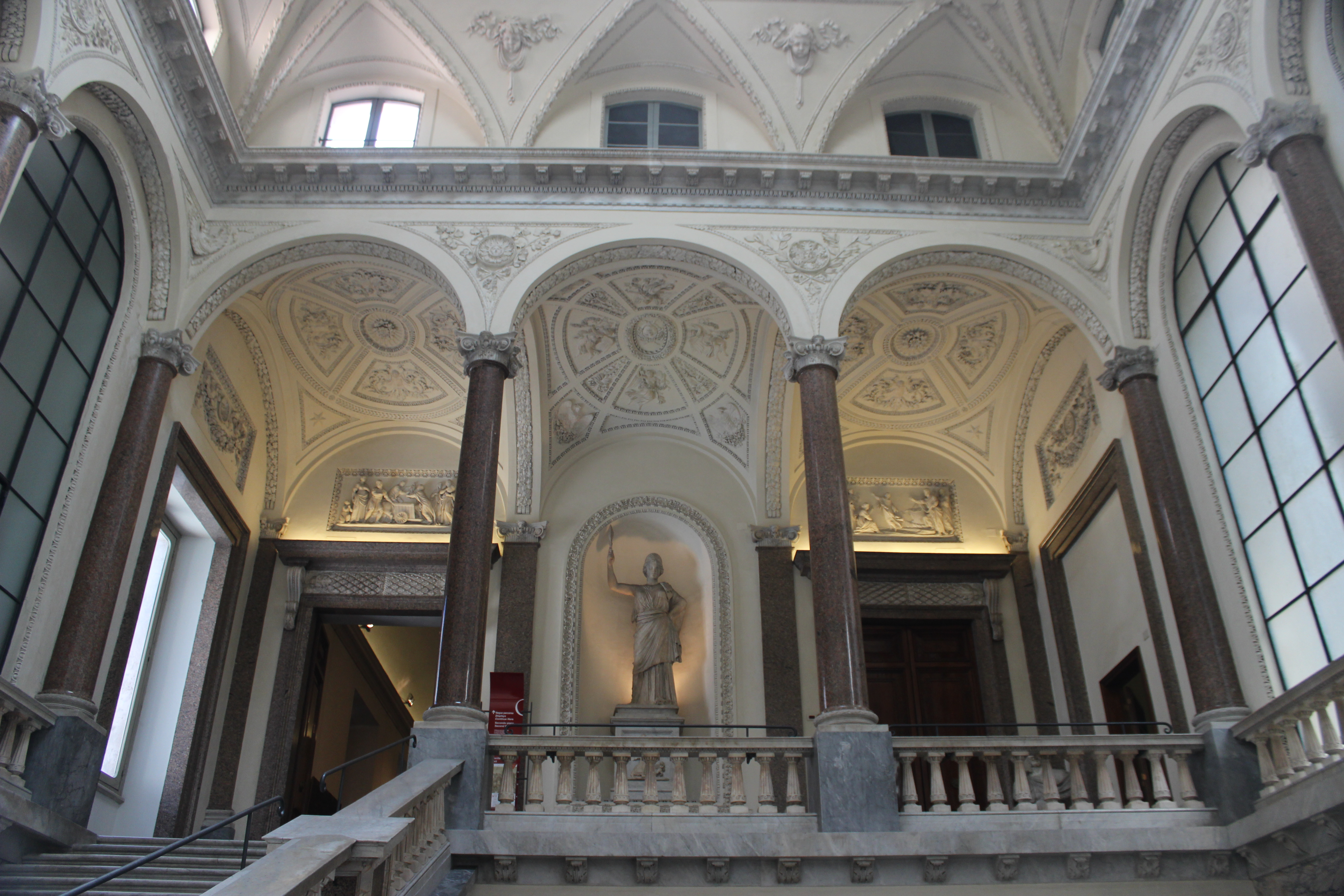
Главная лестница
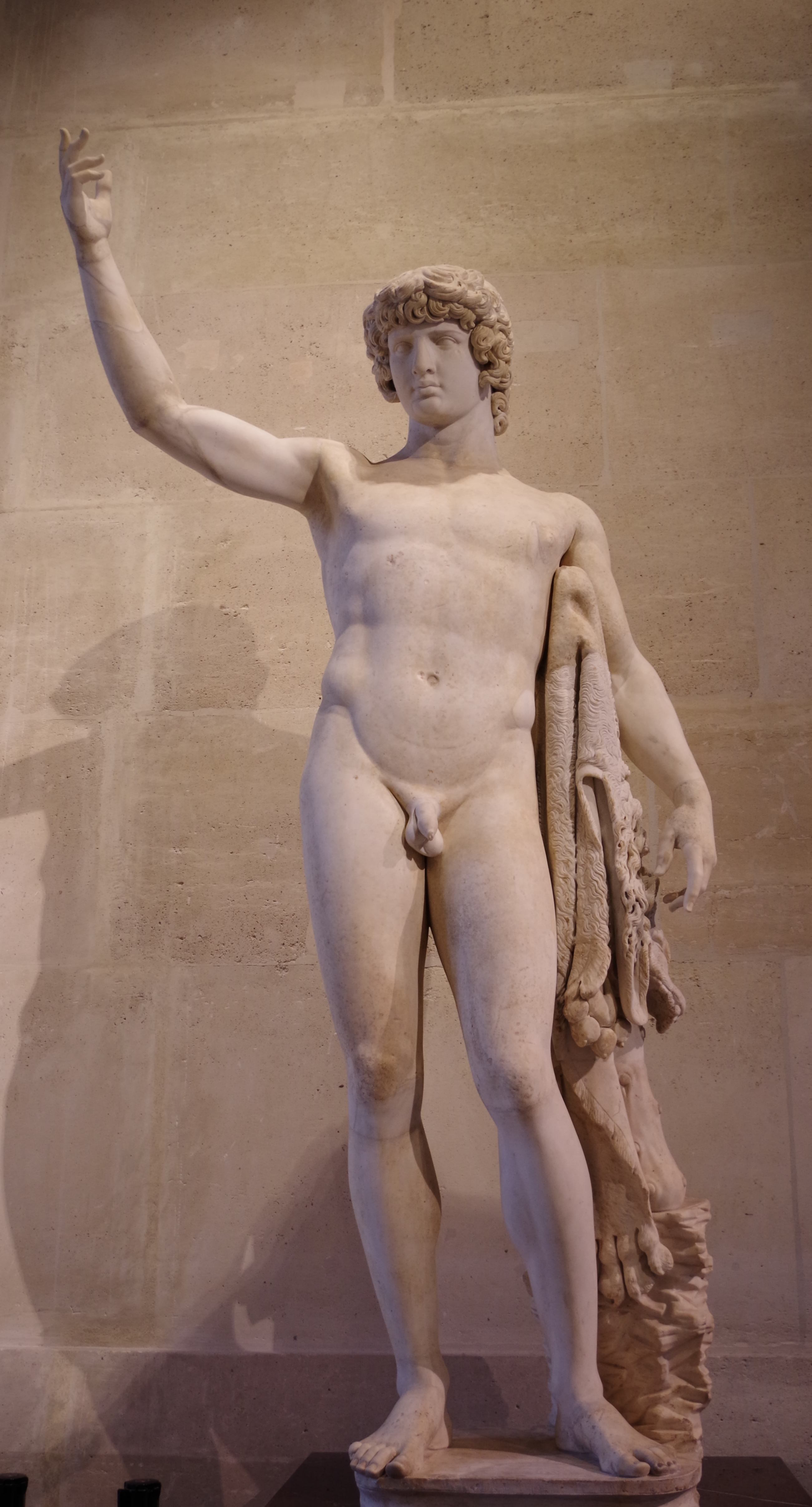
Антиной Браски. II в. н. э. Мрамор. В настоящее время: Лувр, Париж
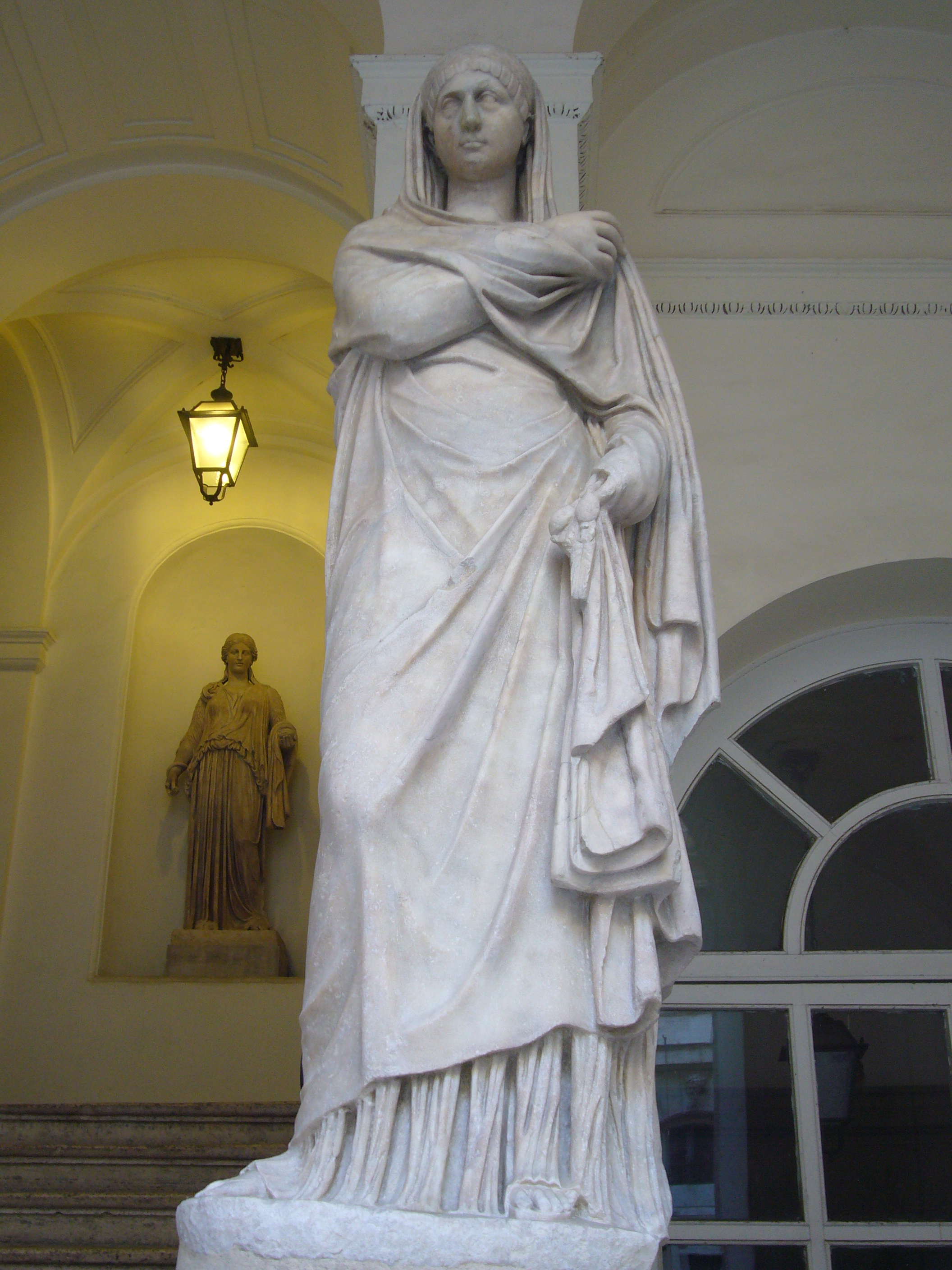
Статуя весталки. II в. н. э. Мрамор
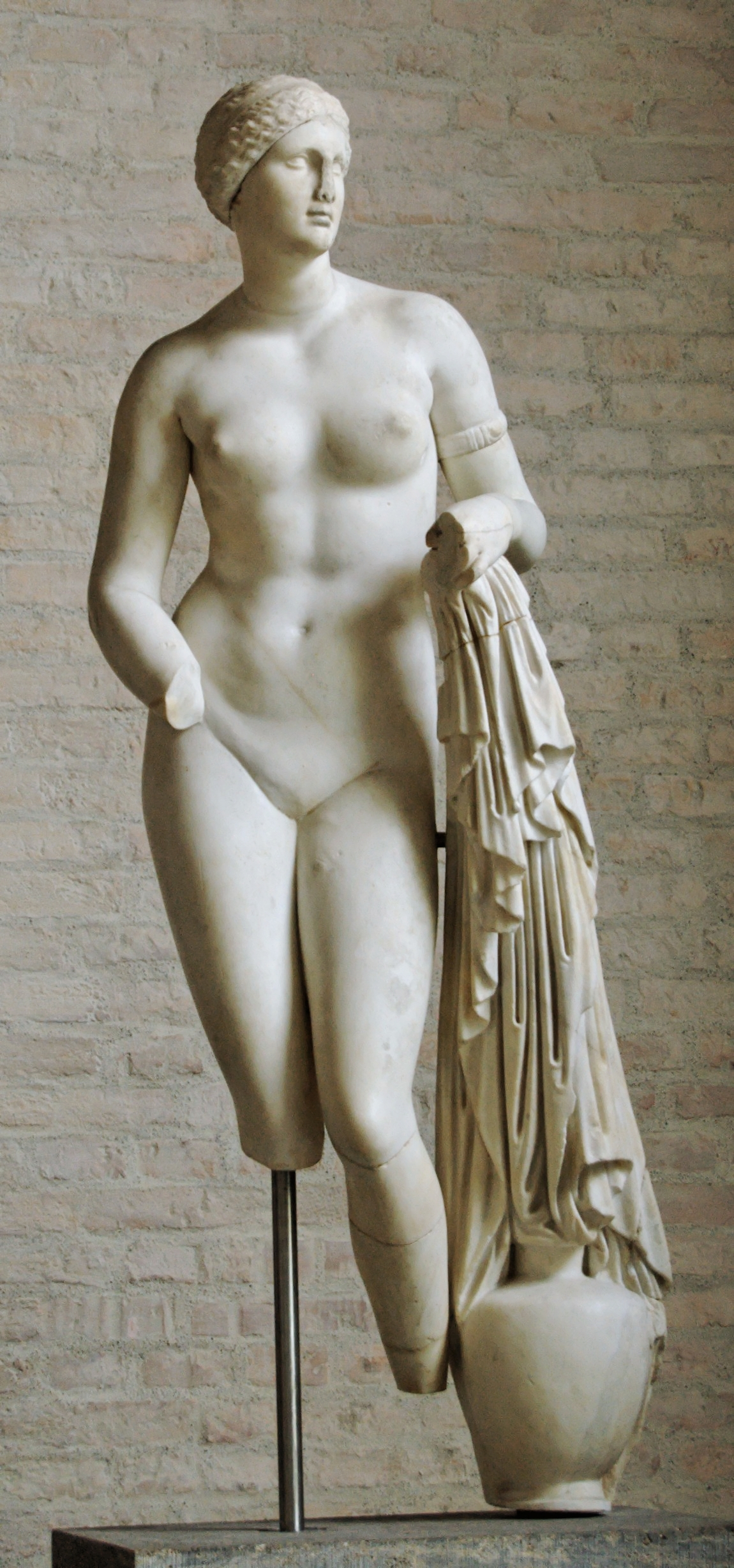
Aфродита Браски. Римская реплика I в. до н. э. древнегреческого оригинала Праксителя «Афродиты Книдской». Ок. 350–340 гг. до н. э. Мрамор. Приобретена в 1811 году из собрания Браски. Ныне: Глиптотека, Мюнхен
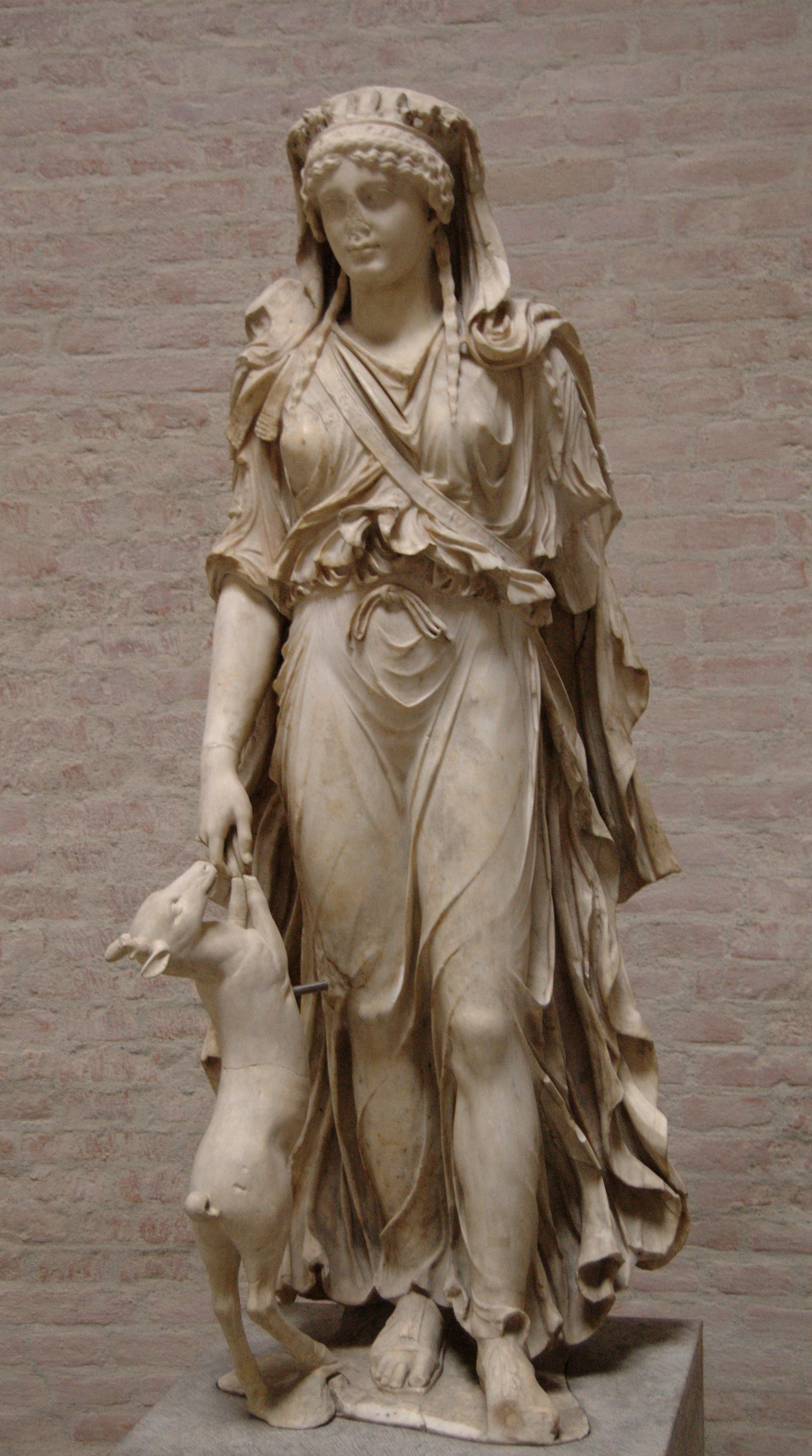
Артемида Браски из Габий. Римская реплика греческого оригинала I в. н. э. Мрамор. Приобретена в 1972 году из собрания Браски. Ныне: Глиптотека, Мюнхен
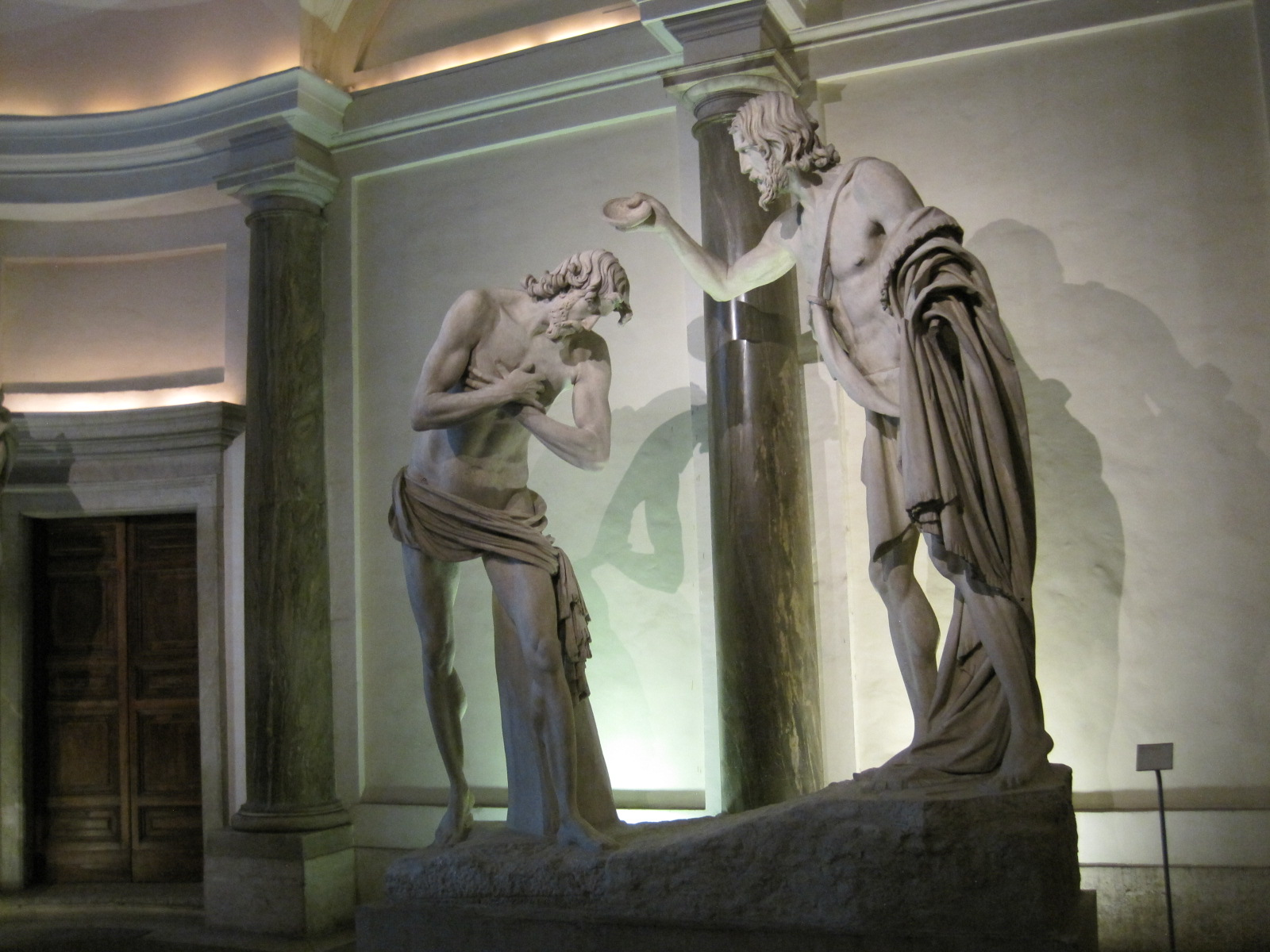
Ф. Моки. Крещение Христа. 1634. Мрамор. Скульптурная группа перенесена в 1850 году от павильона Моста Мильвио